# Erhard Borel

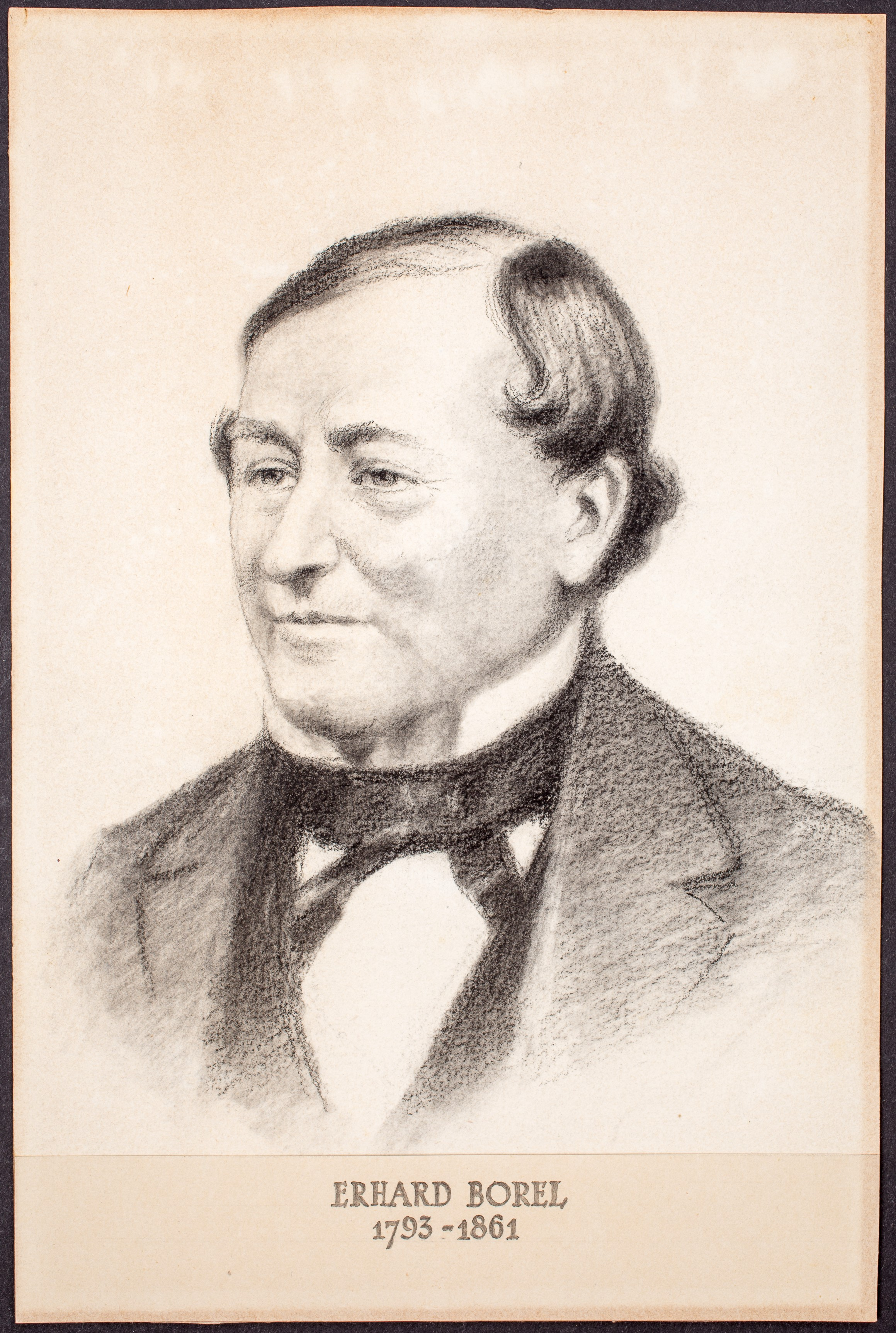
Erhard Borel

Erhard Borel (* 21. April 1793 in Neuenburg; † 20. Mai 1861 ebenda; heimatberechtigt in Couvet) war ein Schweizer Politiker und Unternehmer.

## Leben und Wirken
Erhard Borel wurde 1793 in Neuenburg geboren. Seine Eltern waren der Papierfabrikant Erhard Borel und Adrienne Françoise geborene Thuillier. Frederica Pauline Unger wurde seine Ehefrau.
Borel übernahm 1819 mit seinem Bruder die Leitung der Papierfabrik in Serrières (Gemeinde Neuenburg). Er war bis 1831 Abgeordneter der liberalen Opposition im Corps législatif (gesetzgebende Körperschaft). Nach der Erhebung vom September 1831 gegen Preussen sollte Borel Mitglied der provisorischen Regierung werden. Er floh und hielt sich bis 1832 im Exil auf. Von 1841 bis 1848 war er wiederum Abgeordneter im Corps législatif.
Im März 1848 wurde Borel als Kanzler Mitglied der provisorischen Regierung der Republik Neuenburg (1. März–4. Mai 1848). Danach wurde er Mitglied des Verfassungsrats und diente von 1848 bis 1849 als Präfekt im Bezirk Neuenburg. Von Dezember 1849 bis März 1853 war Borel Gross- und Staatsrat. Für die Radikalen veröffentlichte er ganz bzw. teilweise auf eigene Kosten die Zeitungen: Le Patriote neuchâtelois (1848–1849) und Le Républicain (1849–1856).
In Serrières ist die Rue Erhard-Borel nach ihm benannt.
Das Staatsarchiv Neuenburg verwahrt Dokumente und Urkunden der Familien Erhard Borel (I-V), die unter anderem die Kupferminen von Le Thillot in Lothringen und Kohlebergbaue bei Le Landeron betreffen.

## Belege
1. 1 2 3  Eric-André Klauser: Erhard Borel. In: Historisches Lexikon der Schweiz.  14. Januar 2003.
2. ↑  floraweb.ne.ch: Fonds Erhard Borel. (französisch, abgerufen am 3. November 2023)

| Personendaten    | Personendaten                       |
| ---------------- | ----------------------------------- |
| NAME             | Borel, Erhard                       |
| KURZBESCHREIBUNG | Schweizer Politiker und Unternehmer |
| GEBURTSDATUM     | 21. April 1793                      |
| GEBURTSORT       | Neuenburg, Schweiz                  |
| STERBEDATUM      | 20. Mai 1861                        |
| STERBEORT        | Neuenburg, Schweiz                  |